# Indywidualne Mistrzostwa Szwecji na Żużlu 1992
Indywidualne Mistrzostwa Szwecji na Żużlu 1992 – cykl turniejów żużlowych, mających wyłonić najlepszych żużlowców szwedzkich. Tytuł wywalczył amerykański żużlowiec John Cook, posiadający podwójne obywatelstwo (Indianerna Kumla).

## Finał
- Mariestad, 6 września 1992

| Msc. | Zawodnik          | Klub                   | Pkt   |  |  |
| ---- | ----------------- | ---------------------- | ----- |  |  |
| 1    | John Cook         | Indianerna Kumla       | 15    |  |  |
| 2    | Per Jonsson       | Getingarna Sztokholm   | 12 +3 |  |  |
| 3    | Claes Ivarsson    | Vetlanda               | 12 +2 |  |  |
| 4    | Peter Karlsson    | Örnarna Mariestad      | 11    |  |  |
| 5    | Mikael Karlsson   | Örnarna Mariestad      | 10    |  |  |
| 6    | Tony Rickardsson  | Rospiggarna Hallstavik | 9     |  |  |
| 7    | Peter Nahlin      | Smederna Eskilstuna    | 8     |  |  |
| 8    | Henrik Gustafsson | Indianerna Kumla       | 7     |  |  |
| 9    | Dennis Löfqvist   | Bysarna Visby          | 7     |  |  |
| 10   | Niklas Karlsson   | Örnarna Mariestad      | 6     |  |  |
| 11   | Conny Ivarsson    | Vetlanda               | 6     |  |  |
| 12   | Jimmy Nilsen      | Getingarna Sztokholm   | 5     |  |  |
| 13   | Tony Olsson       | Bysarna Visby          | 4     |  |  |
| 14   | Kenneth Lindby    | Bysarna Visby          | 4     |  |  |
| 15   | Jimmy Engman      | Getingarna Sztokholm   | 2     |  |  |
| 16   | Niklas Klingberg  | Örnarna Mariestad      | 2     |  |  |